# Юдины Дворы
Юдины Дворы — опустевший посёлок в Урицком районе Орловской области России. Входит в Луначарское сельское поселение. Считается урочищем.

## География
Ближайшие населённые пункты — Прогресс, Солнце и Шеньшино. Все они также имеют статус урочищ.
Имеется одна улица — Сиреневая.

## Население
| 2010 |
| ---- |
| 0    |